# صدف‌های تاجی
صدف‌های تاجی (نام علمی: Melongena) نام یک سرده از تیره تاج‌صدفان است.